# Wahlen zum Repräsentantenhaus der Vereinigten Staaten 1954
Die Wahlen zum Repräsentantenhaus der Vereinigten Staaten 1954 fanden am 2. November 1954 in der Mitte der ersten Amtsperiode (midterm election) von Präsident Dwight D. Eisenhower in den zu diesem Zeitpunkt 48 Bundesstaaten statt. Eisenhowers Republikanische Partei verlor dabei 18 Sitze und die Demokratische Partei gewann dadurch die Mehrheit im Repräsentantenhaus, die sie 40 Jahre lang bis zu den Wahlen 1994 behaupten konnte. Gleichzeitig fanden die Wahlen zum Senat statt, bei denen ein Drittel der Senatoren gewählt wurde.
Ein Grund für die Wahlniederlage war das Agieren des republikanischen Senators Joseph McCarthy, der in zahlreichen Anhörungen viele Personen des öffentlichen Lebens kommunistischer Sympathien verdächtigt hatte. Diese Beschuldigungen hatten sich meist als haltlos erwiesen, jedoch war dadurch ein Klima der Verunsicherung, des Misstrauens und der Denunziation geschaffen worden.
Die Verteilung der Mehrheiten zeigte eine deutliche Trennung zwischen Nord und Süd: in den südlichen ehemaligen sklavenhaltenden Konföderierten Staaten hatten die Demokraten die Mehrheit, in den nördlichen "Unions-Staaten" die Republikaner.

## Die Wahlergebnisse
| Parteien                                          | Parteien                  | Sitze | Sitze | Sitze | Sitze   | Stimmen    | Stimmen | Stimmen  |
| ------------------------------------------------- | ------------------------- | ----- | ----- | ----- | ------- | ---------- | ------- | -------- |
| Parteien                                          | Parteien                  | 1952  | 1954  | +/-   | Stärke  | Stimmen    | %       | Änderung |
|                                                   | Republikanische Partei    | 221   | 203   | −18   | 46,7 %  | 20.034.763 |         |          |
|                                                   | Demokratische Partei      | 213   | 232   | +19   | 53,3 %  | 22.177.088 |         |          |
|                                                   | Unabhängige               | 1     | 0     | −1    |         | 74.486     |         |          |
|                                                   | Liberal Party of New York | –     | –     | –     | –       | 251.290    |         |          |
|                                                   | Socialist Labor Party     | –     | –     | –     | –       | 1.652      |         |          |
|                                                   | Prohibition Party         | –     | –     | –     | –       | 8.591      |         |          |
|                                                   | Andere Parteien           | –     | –     | –     | –       | 35.055     |         |          |
| Gesamt                                            | Gesamt                    | 435   | 435   | 0     | 100,0 % | 42.582.927 | 100,0 % | -        |
| Quelle: Election Statistics - Office of the Clerk |                           |       |       |       |         |            |         |          |